# إرنست ويلسون (لاعب كريكت)
إرنست ويلسون (31 مارس 1877 في نيوزيلندا - 13 يوليو 1959) (بالإنجليزية: Ernest Wilson)‏ هو لاعب كريكت نيوزلندي.

## وصلات خارجية
- إرنست ويلسون على موقع إي آس بي آن كريك إنفو (الإنجليزية)